# Râul Feneș, Someș
Râul Feneș este un curs de apă, afluent al râului Someșul Mic. 
Valea Feneșului, numită și Valea Lonii izvorăște din munții Gilăului, de pe teritoriul satului Plopi, comuna Valea Ierii din zona numită "de sub Teștieș" și străbate localitățile: Finișel, Săvădisla, Vlaha și Luna de Sus, vărsându-se în Someșul Mic după ieșirea din localitatea Luna de Sus și are următorii afluenți: Pârâul Finișel, pârâul Selcării, Valea Fetii, Valea Stolnii și Valea Sărății, din partea stângă și valea Pleșcuței, pârâul Arangos, Vălișoara sau Valea Racoșului și valea Biro Rét din dreapta.
Valea Lonii are o lungime de 22 km, iar suprafața bazinului acestuia este de 103 km². 
Debitul văii a crescut producând inundații în 1926, 1940, 1954, 1970 și 1975. În 1980 au avut loc lucrări de dragare. Valea are multe meandre, create prin intervenția omului, pentru a evita inundațiile, căci nu există o mare înclinație a cursului. În momentul de față sunt necesare lucrări de regularizare și adâncire a albiei.
În timpul secetei din 1943, Valea Feneșului a secat. Minima mediilor lunare multianuale este de 0,170 m3/s, iar minima absolută (secat) 0,020 m3/s. 
Numele Feneș ar proveni din maghiara arhaică în care „fene” înseamnă câine, copoi. În Evul Mediu, una dintre obligațiile țăranilor din sate a fost și îngrijirea câinilor de vânătoare ai nobililor din cetăți (de aici ar proveni numele de Kisfeneș-Finișel, prima așezare pe care o străbate râul și Feneș-Florești, localitatea pe teritoriul căreia se varsă în Someșu Mic). O altă explicație are în vedere substantivul „fenyö”  brad, de la care Fenyes ar însemna brădet. Potrivit altei ipoteze, numele ar fi dat de la pârâul Feneș, care s-ar traduce din maghiară cu cuți (pârâul cu cuți, gresii, de la fenkö cute).